# Voyage au pays des Articoles
Voyage au pays des Articoles est une nouvelle satirique d'André Maurois inspirée des Voyages de Gulliver de Jonathan Swift, publiée pour la première fois en 1927 aux éditions de la Pléiade, puis au sein du recueil Les Mondes impossibles à partir de 1947.

## Résumé
Voyage au pays des Articoles se présente comme le récit d'une traversée du Pacifique racontée par Pierre Chambrelan, fils d'un armateur breton parti à bord d'un petit navire en compagnie d'une jeune veuve pour laquelle il ne tardera pas à ressentir de l'affection, Anne de Sauves. Échoués aux abords de l'île de Maïana, ils sont recueillis par ses habitants, les Articoles et les Béos : les premiers, qui ne vivent que pour la création artistique (élevée au rang de quasi-religion à Maïana), sont entretenus par les seconds, qui constituent une classe de riches mécènes et de propriétaires fonciers. Pierre et Anne sont installés au sein du Psycharium où ils rencontrent les Articoles Routchko, Snake et Germain Martin, désireux de s'inspirer des nouveaux arrivants pour leurs ouvrages car éprouvant en raison de leur isolement des difficultés à comprendre les sentiments humains les plus ordinaires.
Après la mort de Routchko et l'internement de Snake, que des sentiments naissants pour Anne ont fait passé pour fou aux yeux de ses confrères Articoles, ces derniers laissent enfin Pierre et Anne repartir à bord de leur embarcation réparée. Tout en s'éloignant, ils songent au possible destin de cette île et de ses habitants, avant de s'embrasser.

## Analyse
De l'aveu même d'André Maurois, Voyage au pays des Articoles est inspiré de ses séjours au sein du cercle de Pontigny où il avait eu l'occasion de trouver « des Articoles authentiques, qui se nommaient Gide, Charles Du Bos, Groethuysen. »
Dans les Nouveaux discours du Docteur O'Grady, ouvrage paru en 1950, André Maurois évoque un projet de nouvelle intitulé Voyage au pays des Érophages qui aurait été une nouvelle aventure des personnages de Pierre et d'Anne après leur départ de Maïana, dans laquelle ils auraient fait la connaissance d'un peuple dont les êtres seraient « construits de telle manière que l'assouvissement de la soif ne serait possible ou agréable qu'à deux » au moyen « d'une glande ayant la forme d'un sein » fixée sur leur bras droit, ce qui les conduirait à récréer, « autour d'un autre désir, toutes les passions de l'amour. »

## Éditions

### Éditions francophones
- André Maurois, Voyage au pays des Articoles, eaux-fortes et bois en couleurs par Alexandre Alexeïeff, Paris, éditions de la Pléiade, 1927, 121 p.[2]
- André Maurois, Voyage au pays des Articoles, Paris, Éditions de la Nouvelle revue française, 1928, 117 p.[3]
- André Maurois, Les mondes impossibles : récits et nouvelles fantastiques, Paris, Gallimard, 1947, 310 p.[4]
- André Maurois, Œuvres complètes : Les Mondes impossibles - Les Mondes imaginaires - Tu ne commettras point d'adultère, t.  VII, bois de Louis Jou, Paris, Grasset, 1951[5].
- André Maurois, Les mondes impossibles : récits et nouvelles fantastiques, Paris, Club des libraires de France, 1957, 360 p.[6]
- André Maurois, La Machine à lire les pensées - Le Peseur d'âmes - Voyage au pays des Articoles, Paris, Le Livre de poche, 1966, 384 p.[7]

### Traductions
- André Maurois, Viaje al país de los Artícolas, traduction espagnole de Herman del Solar, Santiago de Chile, Ercilla, 1937, 94 p.[8]